# O du bittra sorgekälla
O du bittra sorgekälla är en gammal psalm i sex verser av Johann Qvirsfeld från 1682 och översatt av Andreas Petri Amnelius 1690. Psalmen publicerades ursprungligen i Qvirsfelds andaktsbok "Himmlische Gartengesellschaft" (Qwirsfelds Örtegårdssellskap). Översättningen bearbetades inför första publiceringen i Jesper Swedbergs psalmbok 1694 och något ytterligare inför 1695 års psalmbok
Amnelius inledning löd:
O tu alla ondskos kiella
men efter Jesper Swedbergs bearbetning 1695 med orden:
O Tu bittra sorge-källa!
O förderfwad synda-kropp
Melodin i  1695 års psalmbok är av svenskt ursprung. Enligt 1697 års koralbok används melodin också till psalmerna Säll är den som sina händer, vilken är densamma som verserna 9 och 11 i "Vad kan dock min själ förnöja" (nr 268) och Solen går nu åter neder (nr 378). 

I 1937 års psalmbok används en annan melodi som finns nedtecknad i Newes vollkömmliches Gesangbuch Augspurgischer Confession av Johann Crüger och trycktes 1640 i Berlin,  Sion klagar med stor smärta. (1695 nr 289, 1819 nr 123, 1937 nr 168)

## Publicerad som
- Nr 259 i 1695 års psalmbok under rubriken "Boot-Psalmer".
- Nr 179 i 1819 års psalmbok under rubriken "Nådens ordning: Omvändelsen: Behovet av Guds nåd vid känslan av bättringens ofullkomlighet och syndens bedrövliga välde".
- Nr 277 i 1937 års psalmbok under rubriken "Bättring och omvändelse".